# 卧牛河站
卧牛河站是位于内蒙古自治区扎兰屯市卧牛河镇的一个铁路车站，邮政编码162693。车站建于1901年，有滨洲铁路经过该站，现办理客运货运业务，车站及其上下行区间均未电气化。车站距离哈尔滨站425公里，隶属哈尔滨铁路局，是四等站。